# Consulta di Lione
Consulta di Lione (conosciuta anche come la consulta della Repubblica Cisalpina oppure Comizi di Lione), è una speciale adunanza che ha avuto luogo dall'11 al 26 gennaio 1802 presso l'ex cappella del collegio dei Gesuiti della Trinità a Lione.

## L'adunanza

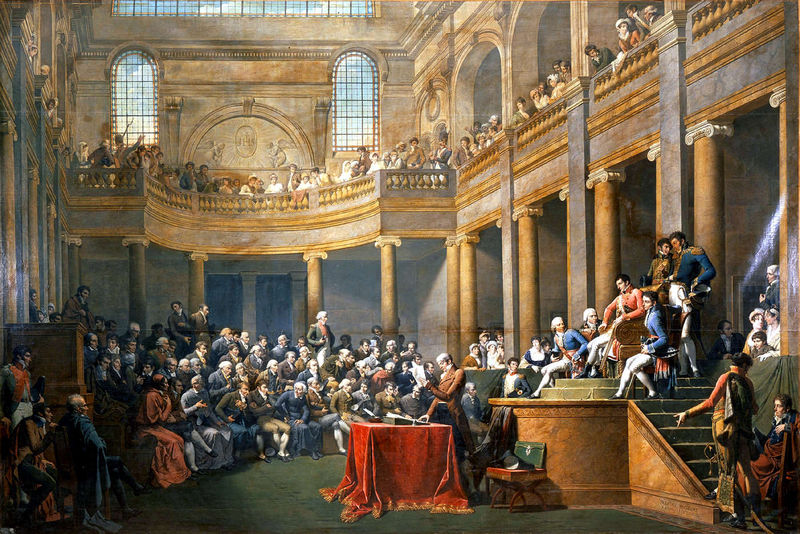
26 gennaio 1802,
La Consulta della Repubblica cisalpina, riunita a Lione decide di affidare la presidenza a Napoleone

Il primo console Bonaparte decise di incontrare i membri della Repubblica Cisalpina a Lione.
Questa repubblica fu creata dopo la prima campagna italiana, riunendo territori prima appartenenti a stati diversi: Lombardia, Mantova, Bergamo, Brescia, Verona, Cremona, Rovigo, Novara, il Ducato di Modena e Reggio, Massa e Carrara e tre legazioni di Bologna, Ferrara e Romagna. Il progetto del nuovo assetto venne posto in esame alla consulta e questa riunione straordinaria ottenne un grande successo. Quattrocentocinquantadue membri furono nominati a partecipare a questo incontro, ma fu una parodia d'assemblea costituente: l'ordine del giorno è imposto e l'approvazione è secondo i desiderata di Napoleone.
Alla fine di novembre 1801, gli italiani attraversarono le Alpi e arrivarono a Lione. La convocazione è del Talleyrand per il 28 dicembre. Bonaparte e Joséphine de Beauharnais arrivarono l'11 gennaio 1802 con grande corteggio al centro della Delegazione delle personalità italiane (generali, membri del clero...). La fanteria è in attesa sulla Place des Terreaux, mentre la cavalleria va incontro al capo dello Stato. Fu accolto attorno alle ore venti dalle autorità civili e militari e portato al municipio di Lione.
Nei giorni seguenti, il console ricevette le deputazioni delle città e dipartimenti vicini. Nel frattempo, la consulta prosegue il suo lavoro. Il 26 gennaio, è radunata in presenza dei ministri francesi, dei generali, degli alti funzionari e di Giuseppina, nella cappella del collegio gesuitico della Santa Trinità (oggi Collegio Liceo Ampère). Il Primo Console presiede e apre l'incontro, guidato da Talleyrand che vuole porre fine alla faida tra Aldini e Melzi, che nominati presidente della riunione, hanno respinto a vicenda il ruolo.

## Il discorso di Napoleone
Napoleone tenne un discorso in italiano, lingua che conosceva e  in cui poteva parlare date le sue origini italiane, in cui annunciò di aver riunito i delegati della Repubblica Cisalpina per accettare di assumere il titolo di presidente della Repubblica.
Infine, con un colpo di teatro, Napoleone cancellò di suo pugno la parola "cisalpina" dalla costituzione per sostituirla con "italiana", tra gli applausi della platea dominata da italiani di sentimenti patriottici. Nasceva così la Repubblica Italiana.

## Personalità

### I deputati italiani
- Antonio Aldini
- Cesare Albertini
- Giovanni Battista Boldrini
- Orazio Bonzi
- Antonio Cagnoli, presidente della Società Italiana di Scienze
- Antonio Codronchi, arcivescovo di Ravenna
- Giuseppe Fenaroli Avogadro
- Diego Guicciardi
- Giuseppe Lechi
- Giuseppe Longhi
- Ferdinando Marescalchi
- Giovanni Martinengo
- Francesco Melzi d'Eril
- Pietro Moscati, medico
- Luigi Pani
- Giovanni Paradisi
- Luigi Porro Lambertenghi
- Giuseppe Prina
- Filippo Maria Visconti, arcivescovo di Milano
- Alessandro Volta, inventore della pila elettrica
- Giuseppe Zola

### La delegazione francese
- Napoleone Bonaparte
- Josephine de Beauharnais
- Gioacchino Murat
- Charles-Maurice de Talleyrand-Perigord
- Jean-Baptiste Jules Bernadotte